# Lost Girls
Lost Girls é um romance gráfico erótico,  alusivo às aventuras sexuais de três importantes personagens femininas da ficção do fim do século XIX e começo do século XX: Alice de Alice no País das Maravilhas, Dorothy Gale de O Maravilhoso Mágico de Oz, e Wendy Darling da série Peter Pan. As três reúnem-se quando adultas, em 1913, para descrever e partilhar algumas das suas aventuras eróticas. A história foi escrita por Alan Moore, e desenhada por Melinda Gebbie.

## Resumo
Alice de Alice no País das Maravilhas (agora uma anciã de cabelo cinzento chamada de "Lady Fairchild"), Dorothy Gale de O Maravilhoso Mágico de Oz (agora com cerca de vinte anos) e de Wendy Darling de Peter Pan (agora chamada "Wendy Potter", com cerca de trinta anos, e casada com um homem chamado Harold Potter, que é 20 anos mais velho que ela) estão visitando um hotel resort nas montanhas da Áustria, na véspera da I Guerra Mundial (1913-1914). O hotel, denominado "Hotel Himmelgarten", é dirigido por um homem chamado Monsieur Rougeur. No hotel, Dorothy conhece o Capitão Rolf Bauer.
As mulheres se conhecem por acaso e começam a relatar e trocar histórias eróticas de seus passados.
As histórias são baseadas nos contos de fadas da infância das três mulheres:
- 'Wendy, John e Michael Darling' conhecem um garoto desabrigado chamado Peter Pan, sua irmã e os meninos perdidos em um parque para encontros sexuais em um verão, quando tinha dezesseis anos.
- 'Dorothy Gale' teve encontros sexuais com três fazendeiros e, mais tarde, com seu pai, quando contava apenas dezesseis anos, após um ciclone que atingiu o Kansas. Enquanto esteve presa na casa, durante a tempestade, experimentou seu primeiro orgasmo.
- 'Alice Fairchild' manteve relações sexuais, primeiramente com um homem, e, depois, com várias garotas e mulheres enquanto frequentava uma escola só para meninas, aos quatorze anos.

Além dos flashbacks eróticos das três mulheres, o romance gráfico mostra os encontros sexuais entre elas e outros convidados e funcionários do hotel, bem como de uma com as outras. As aventuras eróticas são fixadas tendo como pano de fundo os eventos culturais e históricos do período, como a estreia do balé A Sagração da Primavera, de Igor Stravinsky, e o assassinato de Arquiduque Francisco Fernando da Áustria.